# Tanya Lapointe
Tanya Lapointe (Hawkesbury, ...) è una regista, produttrice cinematografica e giornalista canadese, candidata al Premio Oscar al miglior film per Dune - Parte due.

## Biografia
Giornalista specializzata in arte e cultura per Ici Radio-Canada, ha iniziato a frequentare il regista Denis Villeneuve a metà degli anni 2010. Nel 2015 si è presa un periodo di pausa dall'attività giornalistica per lavorare come assistente di produzione nei film Arrival e Blade Runner 2049, entrambi di Villeneuve. Nel 2016 ha annunciato di aver abbandonato definitivamente il giornalismo. Nel 2018 ha debuttato come regista e documentarista con 50/50: le documentaire, trasmesso da Ici Radio-Canada. Successivamente, ha diretto The Paper Man, presentato al Whistler Film Festival, dove ha vinto l'Audience Award. Nel 2021 ha prodotto il film Dune e nel 2025 ha ricevuto la candidatura al Premio Oscar al miglior film per Dune - Parte due.

## Filmografia

### Regista
- 50/50: le documentaire, co-diretto con Laurence Trépanier (2018)
- The Paper Man (2020)

### Produttrice
- 50/50: le documentaire, regia di Tanya Lapointe e Laurence Trépanier (2018)
- The Paper Man, regia di Tanya Lapointe (2020)
- Dune, regia di Denis Villeneuve (2021)
- Dune - Parte due (Dune: Part Two), regia di Denis Villeneuve (2024)

## Riconoscimenti
- Premio Oscar
  - 2025 - Candidatura al miglior film per Dune - Parte due